# Кюлюг-Більге-хан
Кюлюг-Більге-хан (д/н — 808) — 8-й каган уйгурів у 805—808 роках. Відомий також як Бокук-каган.

## Життєпис
Походив з династії Едіз. Син Кутлуг-кагана. При народженні отримав ім'я Бокук. 805 року спадкував владу, прийнявши ім'я Ай Тенгріде Кюлюг Більге-каган. Втім висловлюється думка, що він був співкаганом або регентом при хворому батькові, що фактично відійшов від справ, але номінально залишався каганом. Був визнаний танським імператором Сянь-цзуном, отримавши титул Тенліехецзюйлупіга-кехань.
806 року відправив посольство до нового танського імператора Сянь-цзуна з проханням відновити маніхейські храми в Китаї. В Чан'ані було зведено маніхейський монастир. Поступово відбувалося збільшення маніхейських громад в імперії.
Того ж року підтримав повстання Рафі ібн Лейса, валі Фергани, проти влади Аббасидського халіфату. Сприяв першим успіхам повсталих, які захопили значну частину Трансоксіани. Втім Кутлуг-каган помер 808 року. Йому спадкував син Баої-каган.